# أبو عنبة الخولاني
أَبو عِنَبَةَ الخَوْلاَنِي أو عَبْدُ اللّهِ بن عِنَبَةَ من صغار الصحابة، صحب معاذ بن جبل وسكن حمص، وشهد معركة اليرموك.

## سيرته
اختلفوا في صحبته، فقيل: أَسلم على عهد النبي ولم يره، وقيل: إنه ممن أسلم قبل موت النّبي. وذكره عبد الصمد بن سعيد فيمن نزل حِمْص من الصحابة. وقال أَحْمَدُ بْنُ مُحَمَّدِ بْنِ عِيْسَى: «أدرك الجاهلية، وعاش إلى خلافة عبد الملك بن مروان، وكان ممن أسلم على يَدِ معاذ والنبيّ ﷺ حي، وكان أعمى.» وقال أبو زرعة الدمشقي: «أسلم ورسول الله ﷺ حي . وصحب معاذًا.»، وقيل هو من أصحاب النبي، وصلّى معه القبلتين كلتيهما، وهو ممن أكل الدم في الجاهلية.
روى الحديث النبوي عن النبي وعمر بن الخطاب ومعاذ بن جبل، وحدث عنه: أبو الزاهرية حدير بن كريب، وبكر بن زرعة، وطلق بن سمير، ومحمد بن زياد الألهاني، وشرحبيل بن سعد، ولقمان بن عامر، وآخرون. وأخرج له البغوي وأحمد بن حنبل وابن ماجه.